# Janusz Wojnarowicz
Janusz Wojnarowicz, né le 14 avril 1980 est un judoka polonais.Cousin du footballeur international Polonais Jakub Błaszczykowski.

## Biographie
Il est polonais et judoka faisant 1,98 m et 170 kg.

## Palmarès

### Jeux olympiques
- Jeux olympiques de 2012 à Londres (Royaume-Uni) :
  - Qualifié et éliminé en 32e de finale contre Teddy Riner
- Jeux olympiques de 2008 à Pékin (Chine) :
  - Participation

### Championnats d'Europe
- Championnats d'Europe 2012 à Tcheliabinsk (Russie) :
  -  Médaille de bronze en plus de 100 kg.
- Championnats d'Europe 2011 à Istanbul (Turquie) :
  -  Médaille de bronze en plus de 100 kg.
- Championnats d'Europe 2010 à Vienne (Autriche) :
  -  Médaille de bronze en plus de 100 kg.
- Championnats d'Europe 2006 à Tampere (Finlande) :
  -  Médaille d'argent en plus de 100 kg.
- Championnats d'Europe 2005 à Rotterdam (Pays-Bas) :
  -  Médaille d'argent en plus de 100 kg.
- Championnats d'Europe 2002 à Maribor (Slovénie) :
  -  Médaille de bronze en plus de 100 kg.